# Nuncq-Hautecôte
Nuncq-Hautecôte est une commune française située dans le département du Pas-de-Calais en région Hauts-de-France. Ses habitants sont appelés les Nuncquois. La commune est membre de la communauté de communes du Ternois. La commune naît de la fusion en 1972 des communes de Nuncq et Hautecôte.
Le territoire de la commune s'inscrit dans les « paysages du Ternois ».

## Géographie

### Localisation
Localisée dans le sud-est du département du Pas-de-Calais, Nuncq-Hautecôte est une commune rurale située, à vol d'oiseau, à 3 km au nord de la commune de Frévent dont elle est limitrophe, à 9 km au sud-sud-ouest de la commune de Saint-Pol-sur-Ternoise (aire d'attraction) et à 34 km à l'ouest de la commune d’Arras (chef-lieu d'arrondissement et préfecture du Pas-de-Calais).
Le territoire de la commune est limitrophe de ceux de huit communes.
Les communes limitrophes sont  Boubers-sur-Canche, Flers, Framecourt, Frévent, Ligny-sur-Canche, Sibiville, Séricourt et Écoivres.

### Géologie et relief
La superficie de la commune est de 6,64 km2 ; son altitude varie de 100  à   149 m.

### Hydrographie
Le territoire de la commune est situé dans le bassin Artois-Picardie et n'est drainée par aucun cours d'eau,.

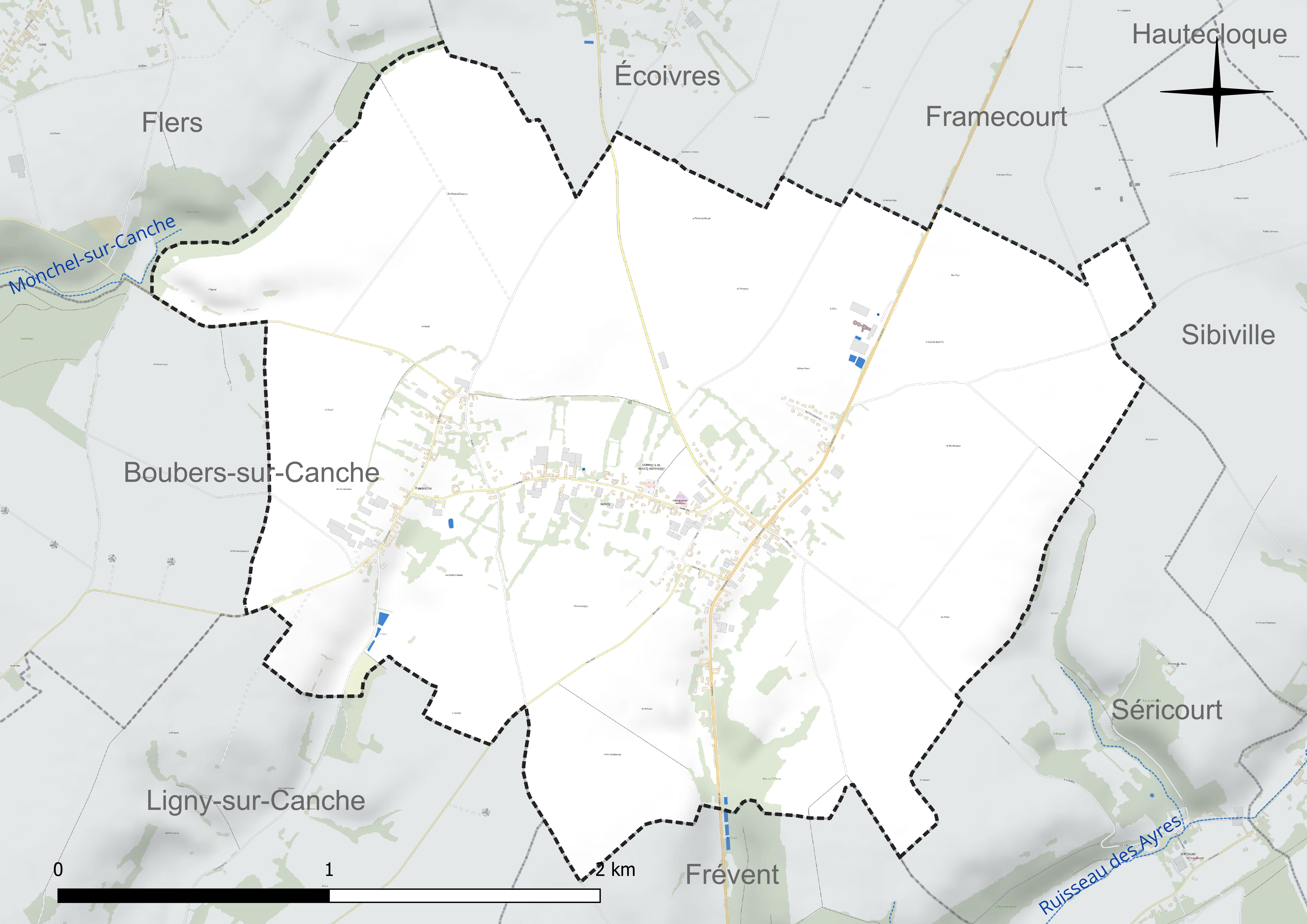
Réseau hydrographique de Nuncq-Hautecôte.

### Climat
Pour des articles plus généraux, voir Climat des Hauts-de-France et Climat du Nord-Pas-de-Calais.
En 2010, le climat de la commune est de type climat des marges montargnardes, selon une étude du CNRS s'appuyant sur une série de données couvrant la période 1971-2000. En 2020, Météo-France publie une typologie des climats de la France métropolitaine dans laquelle la commune est exposée à un climat océanique et est dans la région climatique Côtes de la Manche orientale, caractérisée par un faible ensoleillement (1 550 h/an) ; forte humidité de l'air (plus de 20 h/jour avec humidité relative > 80 % en hiver), vents forts fréquents.
Pour la période 1971-2000, la température annuelle moyenne est de 10,1 °C, avec une amplitude thermique annuelle de 13,7 °C. Le cumul annuel moyen de précipitations est de 900 mm, avec 12,8 jours de précipitations en janvier et 9,3 jours en juillet. Pour la période 1991-2020, la température moyenne annuelle observée sur la station météorologique la plus proche, située sur la commune de Humières à 11 km à vol d'oiseau, est de 10,9 °C et le cumul annuel moyen de précipitations est de 856,9 mm,. Pour l'avenir, les paramètres climatiques de la commune estimés pour 2050 selon différents scénarios d'émission de gaz à effet de serre sont consultables sur un site dédié publié par Météo-France en novembre 2022.

### Paysages
Pour un article plus général, voir Paysage en France.
La commune s'inscrit dans les « paysages du Ternois » tels qu'ils sont définis dans l'atlas de paysages de la région Nord-Pas-de-Calais, conçu par la direction régionale de l'Environnement, de l'Aménagement et du Logement (DREAL),.
Ces paysages, qui concernent 138 communes avec trois pôles d'attraction que sont Hesdin à l'ouest, Saint-Pol-sur-Ternoise à l'est et, dans une moindre mesure, Frévent en lisière sud, sont délimités par deux cours d'eau : la Canche au Sud et la Ternoise au Nord. Ces paysages sont composés de plateaux, de vallées et de bocages. Les plateaux du Ternois montrent une structure tabulaire assez plane et une altitude assez régulière avec des points culminants entre 150  à   160 m.
Le territoire d'une vingtaine de kilomètres du Nord au Sud et d'Est en Ouest, est traversé par la D 939 reliant Saint-Pol-sur-Ternoise à Hesdin, par la D 912 entre Saint-Pol-sur-Ternoise et Frévent et par la ligne ferroviaire de Saint-Pol-sur-Ternoise à Étaples dans la vallée de la Canche. La position excentrée, en l'absence de grands axes autoroutiers ou ferrés structurants, a permis au Ternois de conserver un caractère rural et une certaine qualité de paysage.
Au niveau de l'occupation des sols, les surfaces cultivées sont omniprésentes sur les plateaux, avec majoritairement la culture de la betterave et de la pomme de terre, et représentent près de 72 % de la surface totale de ces paysages du Ternois, les espaces artificialisés, cantonnés dans les fonds de vallée, représentent 13 % et les surfaces boisées, présentes dans les deux principales vallées de la Ternoise et de la Canche, ne représentent que 6 %.

### Milieux naturels et biodiversité

#### Zone naturelle d'intérêt écologique, faunistique et floristique
L'inventaire des zones naturelles d'intérêt écologique, faunistique et floristique (ZNIEFF) a pour objectif de réaliser une couverture des zones les plus intéressantes sur le plan écologique, essentiellement dans la perspective d'améliorer la connaissance du patrimoine naturel national et de fournir aux différents décideurs un outil d'aide à la prise en compte de l'environnement dans l'aménagement du territoire.
Le territoire communal comprend une ZNIEFF de type 2 : la haute vallée de la Canche et ses versants en amont de Sainte-Austreberthe qui se situe dans le pays du Ternois. Il offre un relief de coteau abrupt au Nord et des pentes douces au Sud. Le fond de vallée est constitué de pâturages et de zones de cultures. Les versants les plus pentus et inaccessibles accueillent des boisements.

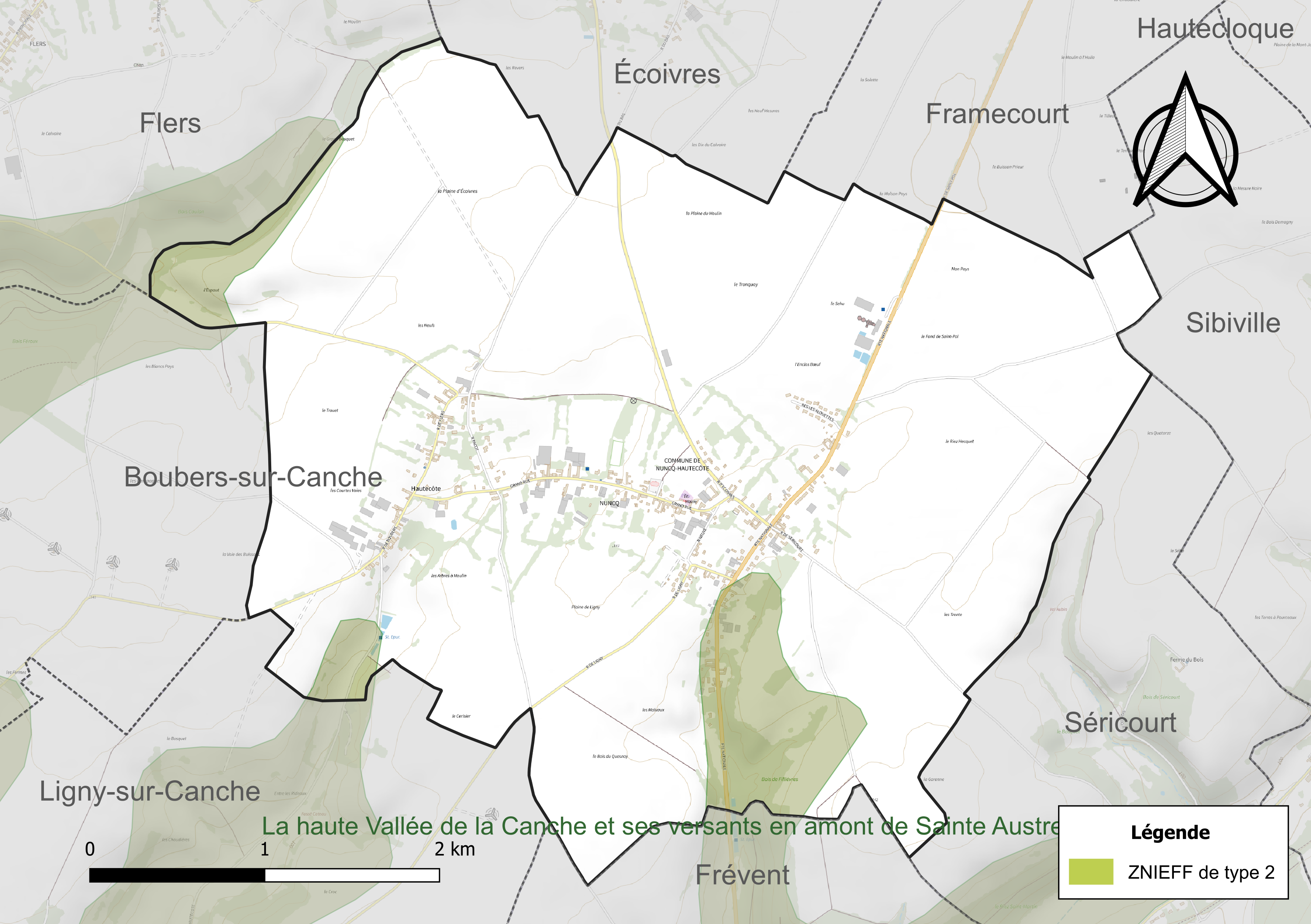
Carte de la ZNIEFF sur la commune.

#### Espèces faunistiques et floristiques
L’Inventaire national du patrimoine naturel (INPN) recense plusieurs espèces faunistiques et floristiques sur le territoire de la commune dont certaines sont protégées et d’autres menacées et quasi-menacées.

## Urbanisme

### Typologie
Au 1er janvier 2024, Nuncq-Hautecôte est catégorisée commune rurale à habitat dispersé, selon la nouvelle grille communale de densité à sept niveaux définie par l'Insee en 2022.
Elle est située hors unité urbaine. Par ailleurs la commune fait partie de l'aire d'attraction de Saint-Pol-sur-Ternoise, dont elle est une commune de la couronne,. Cette aire, qui regroupe 72 communes, est catégorisée dans les aires de moins de 50 000 habitants,.

### Occupation des sols
L'occupation des sols de la commune, telle qu'elle ressort de la base de données européenne d'occupation biophysique des sols Corine Land Cover (CLC), est marquée par l'importance des territoires agricoles (90,2 % en 2018), une proportion identique à celle de 1990 (90,2 %). La répartition détaillée en 2018 est la suivante : 
terres arables (74,3 %), prairies (15,9 %), zones urbanisées (8,6 %), forêts (1,2 %). L'évolution de l'occupation des sols de la commune et de ses infrastructures peut être observée sur les différentes représentations cartographiques du territoire : la carte de Cassini (XVIIIe siècle), la carte d'état-major (1820-1866) et les cartes ou photos aériennes de l'IGN pour la période actuelle (1950 à aujourd'hui).

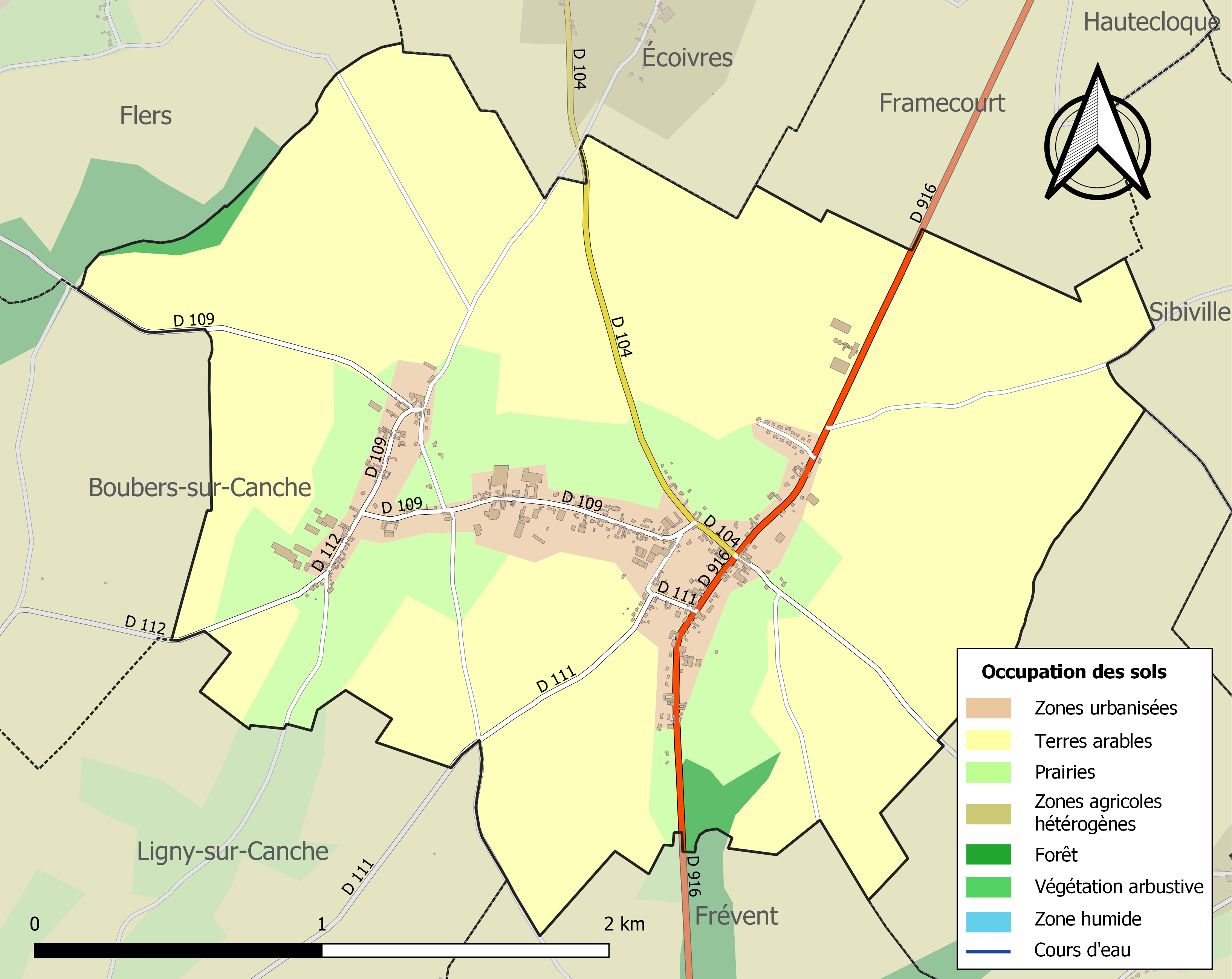
Carte des infrastructures et de l'occupation des sols de la commune en 2018 (CLC).

## Toponymie

### Nuncq-Hautecôte
La commune naît de la fusion en 1972 des communes de Nuncq et Hautecôte.

#### Nuncq
Attestée sous les formes Neun en 1190) ; Nuthun, Nuun au XIIe siècle ; Neum en 1183 ; Neuun au XIIIe siècle ; Nuncq en 1545.

#### Hautecôte
Attestée sous les formes Haudescote en 1315 ; Le Viese-Hondeschote en 1318 ; Hondescote, Haudecotte, Haultecotte en 1338 ; Hondescotte en 1515 ; Hautecoste en 1677 ; Hautes-Cotes en 1720 ; Auteu-Coste en 1739 ; Hautecotte au XVIIIe siècle.
Il s'agit d'un type toponymique flamand issu de l'ancien néerlandais, réinterprété en haute côte, d'après le français. Homonymie avec Hondschoote (Nord),.
Le premier élément Haut(e)- représente la forme altérée du nom de personne germanique Hundo, ou de l'ancien néerlandais hund > moyen néerlandais hont « chien ».
Le second élément -(e)côte est une altération de l'ancien néerlandais schot « cloison, clôture », ou du germanique skauti « hauteur, pente », terme que Maurits Gysseling croit reconnaître dans Schoten (Belgique, Anvers, Scote 868) ou Schoten (Pays-Bas). Ce mot s'est perpétué dans la toponymie romane du nord de la France (cf. Écos, Scoz vers 1034; Écots, Escotum XIe siècle; Écot, etc.)
Le sens global est donc celui de « clôture, enclos pour les chiens > élevage de chiens » ou celui de « hauteur, colline (sur la propriété de) Hundo ».

## Histoire
Pendant la Première Guerre mondiale, des troupes relevées du front de l'Artois viennent séjourner au repos à Nuncq, de même qu'à Petit Houvin (Hautecloque), Sibiville, Séricourt, notamment en août 1915,.

## Politique et administration

### Découpage territorial
La commune se trouve dans l'arrondissement d'Arras du  département du Pas-de-Calais.

#### Commune et intercommunalités
La commune faisait partie de la petite communauté de communes de la région de Frévent, créée fin 1998.
Dans le cadre des dispositions de la loi portant nouvelle organisation territoriale de la République (Loi NOTRe) du 7 août 2015, qui prévoit que les établissements publics de coopération intercommunale (EPCI) à fiscalité propre doivent avoir un minimum de 15 000 habitants, le préfet du Pas-de-Calais a publié le 12 octobre 2015 un projet de schéma départemental de coopération intercommunale qui prévoyait diverses fusion d'intercommunalité.
À l'initiative des intercommunalités concernées, la Commission départementale de coopération intercommunale (CDCI) adopte le 26 février 2016 un amendement à ce projet, proposant la fusion de : 

- la communauté de communes de l'Auxillois, regroupant 16 communes dont une de la Somme et 5 217 habitants ;

- la communauté de communes de la région de Frévent, regroupant 12 communes et 6 567 habitants ;

- de la communauté de communes des Vertes Collines du Saint-Polois, regroupant 58 communes et 19 585 habitants

- de la communauté de communes du Pernois, regroupant 18 communes et 7 114 habitants
Le schéma, intégrant notamment cette évolution, est approuvé par un arrêté préfectoral du 30 mars 2016, et la communauté de communes du Ternois, dont la commune est désormais membre, est créée par un arrêté préfectoral du 30 août 2016 qui a pris effet le 1er janvier 2017. Cette communauté de communes du Ternois regroupe 103 communes et totalise 37 469 habitants en 2021.

#### Circonscriptions administratives
La commune fait partie depuis 1801 du canton de Saint-Pol-sur-Ternoise. Dans le cadre du redécoupage cantonal de 2014 en France, la composition de ce canton, dont la commune demeure membre, est modifié et regroupe désormais 88 communes.

#### Circonscriptions électorales
Pour l'élection des députés, la commune fait partie de la première circonscription du Pas-de-Calais.

### Élections municipales et communautaires

#### Liste des maires
| Période                                  | Période                      | Identité          | Étiquette | Qualité                        |
| ---------------------------------------- | ---------------------------- | ----------------- | --------- | ------------------------------ |
| Les données manquantes sont à compléter. |                              |                   |           |                                |
| 1977                                     | 2001                         | M. Claude Belquin |           | Agriculteur                    |
| mars 2001                                | 2020                         | Gérard Demolin    |           | Réélu pour le mandat 2014-2020 |
| 26 mai 2020                              | En cours (au 1er avril 2022) | Alain Pruvost     |           | Ancien employé,                |

## Équipements et services publics

### Enseignement
La commune est située dans l'académie de Lille et dépend, pour les vacances scolaires, de la zone B.
Elle administre une école primaire en regroupement pédagogique intercommunal (RPI 48). Ce RPI regroupe les communes d'Écoivres, Framecourt, Hautecloque, Herlincourt, Herlin-le-Sec et Nuncq-Hautecôte.

## Population et société

### Démographie
Les habitants sont appelés les Nuncquois.

#### Évolution démographique
L'évolution du nombre d'habitants est connue à travers les recensements de la population effectués dans la commune depuis 1793. Pour les communes de moins de 10 000 habitants, une enquête de recensement portant sur toute la population est réalisée tous les cinq ans, les populations de référence des années intermédiaires étant quant à elles estimées par interpolation ou extrapolation. Pour la commune, le premier recensement exhaustif entrant dans le cadre du nouveau dispositif a été réalisé en 2006.

En 2022, la commune comptait 473 habitants, en évolution de +0,64 % par rapport à 2016 (Pas-de-Calais : −0,72 %, France hors Mayotte : +2,11 %).
| 1793 | 1800 | 1806 | 1821 | 1831 | 1836 | 1841 | 1846 | 1851 |
| ---- | ---- | ---- | ---- | ---- | ---- | ---- | ---- | ---- |
| 402  | 439  | 456  | 430  | 402  | 406  | 405  | 400  | 396  |

| 1856 | 1861 | 1866 | 1872 | 1876 | 1881 | 1886 | 1891 | 1896 |
| ---- | ---- | ---- | ---- | ---- | ---- | ---- | ---- | ---- |
| 377  | 407  | 448  | 397  | 385  | 357  | 338  | 301  | 313  |

| 1901 | 1906 | 1911 | 1921 | 1926 | 1931 | 1936 | 1946 | 1954 |
| ---- | ---- | ---- | ---- | ---- | ---- | ---- | ---- | ---- |
| 333  | 359  | 332  | 319  | 312  | 286  | 262  | 255  | 256  |

| 1962 | 1968 | 1975 | 1982 | 1990 | 1999 | 2006 | 2011 | 2016 |
| ---- | ---- | ---- | ---- | ---- | ---- | ---- | ---- | ---- |
| 278  | 283  | 362  | 322  | 406  | 402  | 379  | 412  | 470  |

| 2021 | 2022 | - | - | - | - | - | - | - |
| ---- | ---- | - | - | - | - | - | - | - |
| 481  | 473  | - | - | - | - | - | - | - |

#### Pyramide des âges
La population de la commune est relativement jeune.
En 2018, le taux de personnes d'un âge inférieur à 30 ans s'élève à 44,1 %, soit au-dessus de la moyenne départementale (36,7 %). À l'inverse, le taux de personnes d'âge supérieur à 60 ans est de 19,8 % la même année, alors qu'il est de 24,9 % au niveau départemental.
En 2018, la commune comptait 240 hommes pour 250 femmes, soit un taux de 51,02 % de femmes, légèrement inférieur au taux départemental (51,50 %).
Les pyramides des âges de la commune et du département s'établissent comme suit.
| Hommes | Classe d’âge | Femmes |
| ------ | ------------ | ------ |
| 0,4    | 90 ou +      | 0,8    |
| 5,5    | 75-89 ans    | 6,5    |
| 14,9   | 60-74 ans    | 11,4   |
| 16,8   | 45-59 ans    | 18,9   |
| 20,5   | 30-44 ans    | 16,0   |
| 16,3   | 15-29 ans    | 18,0   |
| 25,6   | 0-14 ans     | 28,4   |

| Hommes | Classe d’âge | Femmes |
| ------ | ------------ | ------ |
| 0,5    | 90 ou +      | 1,6    |
| 5,6    | 75-89 ans    | 8,9    |
| 16,7   | 60-74 ans    | 18,1   |
| 20,2   | 45-59 ans    | 19,2   |
| 18,9   | 30-44 ans    | 18,1   |
| 18,2   | 15-29 ans    | 16,2   |
| 19,9   | 0-14 ans     | 17,9   |

## Culture locale et patrimoine

### Lieux et monuments

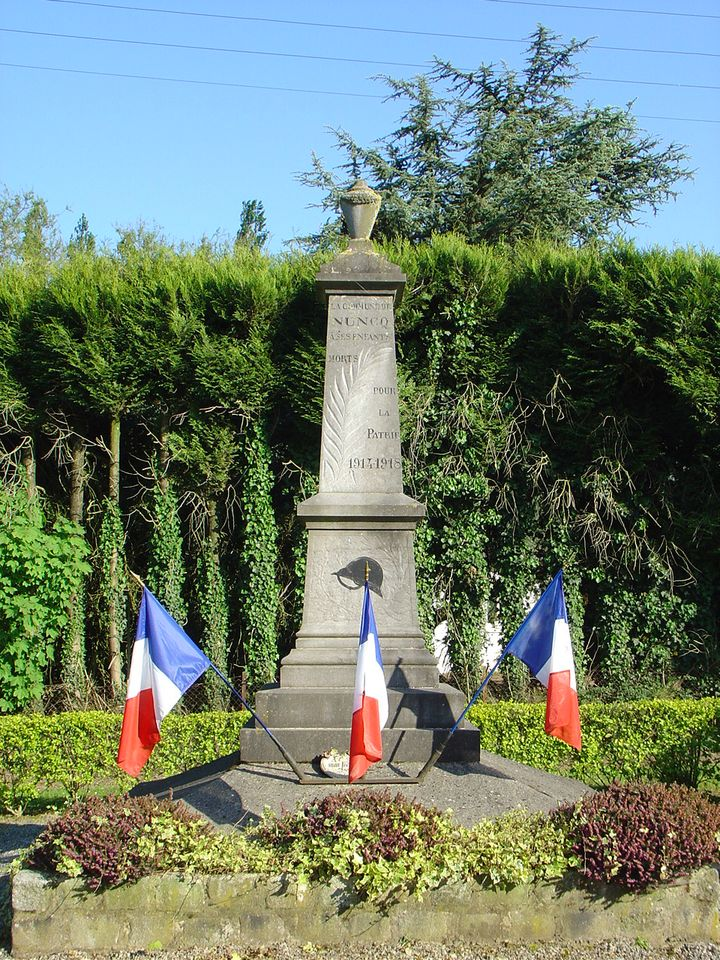
Le monument aux morts.

- L'arboretum. Il est planté au printemps 1995, avec plus de 200 arbres et arbustes[41].
- L'église Saint-Michel[42].
- Le monument aux morts[43].

### Personnalités liées à la commune
- Jean-François Allart (1712-1775), né à Nuncq, curé de l'église Notre-Dame de Versailles, rédige les actes de baptême de trois Rois de France : Louis XVI, Louis XVIII, Charles X, et les actes de décès de Madame de Pompadour et du Roi Louis XV.

### Héraldique
| Blason de Nuncq-Hautecôte | Blason  | D'azur au chevron d'argent chargé en chef d'une étoile et en flancs de deux merlettes affrontées, le tout de sable, accompagné de trois éclairs d'argent. |
| Blason de Nuncq-Hautecôte | Détails | Le statut officiel du blason reste à déterminer. |

## Pour approfondir

#### Bases de données, dictionnaires et encyclopédies
- Ressources relatives à la géographie :   - Insee (communes)
  - Ldh/EHESS/Cassini
- Ressource relative à plusieurs domaines :   - Annuaire du service public français
- Notices d'autorité :   - VIAF
  - BnF (données)